# Keith Gill
Keith Gill (* 8. Juni 1986) ist ein US-amerikanischer Finanzanalyst und Investor, der Beiträge auf dem Subreddit r/wallstreetbets postet. Seine auf Reddit und YouTube geposteten Analysen der GameStop-Aktie (und seine daraus resultierenden Investitionsgewinne) wurden von manchen als Faktor für den Anstieg der GameStop-Aktie im Januar 2021 und als Auslöser für den anschließenden Handelsanstieg bei Einzelhandelsaktien angeführt. Der steigende Aktienkurs erhöhte den Wert seiner Investition von etwa [US]$53.000 auf zwischenzeitlich fast $50.000.000.
Gills Posts wurden als „unverblümt, tabellenlastiger Inhalt“ beschrieben, und sein Reddit-Benutzername, abgeleitet von dem englischen Investmentbegriff Deep Value (dt. tiefer Wert), soll „den Glauben an Value-Investing widerspiegeln“. Gills Identität wurde von Reuters nach einer Untersuchung von öffentlichen Aufzeichnungen und Social-Media-Posts am 28. Januar 2021 öffentlich gemacht.

## Privatleben
Gill wurde als Sohn von Steven und Elaine Gill geboren und wuchs in Brockton im US-Bundesstaat Massachusetts auf. Er hatte zwei Geschwister; seine Schwester starb 2020. Er machte 2009 seinen Abschluss am Stonehill College und hält mehrere Schulrekorde in der Leichtathletik. Gill wurde 2008 von der U.S. Track & Field and Cross Country Coaches Association zum Hallensportler des Jahres gewählt, nachdem er den 1000-Meter-Lauf bei den New England Championships mit einer Zeit von 2:24,73 gewonnen hatte.
Gill ist ein Chartered Financial Analyst. Er ist ein lizenzierter Wertpapierhändler und seit Juli 2012 bei FINRA registriert, ohne dass Verstöße gegen aufsichtsrechtliche Vorschriften bekannt wurden. Zwischen 2010 und 2014 arbeitete er für einen Familienfreund bei einem Start-up-Unternehmen in New Hampshire und arbeitete an einer Software, welche Investoren bei der Analyse von Aktien helfen sollte. Er arbeitete bis März 2017 für LexShares. Von April 2019 bis zu seinem Ausscheiden am 28. Januar 2021 war Gill bei MassMutual beschäftigt. Er heiratete seine Frau Caroline im Jahr 2016 und hat ein Kind.

## Position zu GameStop
Im September 2019 postete Gill (als DeepFuckingValue) einen Screenshot eines „YOLO“-Handels auf r/wallstreetbets, bestehend aus einer rund 53.000 $ Long-Position in GameStop; Gills Reddit-Posts und YouTube-Videos argumentierten (sowohl durch fundamentale als auch technische Analyse), dass die Aktie unterbewertet sei. Die Position war 50.000 Aktien und 500 Call-Optionen. In einem YouTube-Video wies er darauf hin, dass seine Beiträge keine finanzielle Beratung darstellen würden, wörtlich: „Ich gebe keine persönliche Anlageberatung oder Aktienempfehlungen während des Streams wieder“.
Nichtsdestotrotz trug seine Einschätzung dazu bei, „eine Flut von Kleinanlegergeld in GameStop anzuziehen“: Während der ersten Tage des Bewertungsanstiegs Ende Januar 2021 luden Hunderttausende von Menschen Investment-Apps wie Robinhood herunter, um „mitzumachen“. Letztendlich inspirierte Gills Investition in die Aktie (die er im Juni 2019 begonnen hatte, als die Aktie bei fünf Dollar lag) andere Poster und Leser zu investieren.
Nachfolgende Investitionen in die Aktie (und andere Meme-Aktien, wie AMC Theatres, BlackBerry und Nokia) führten zu Kontroversen; der GameStop-Short-Squeeze im Jahr 2021 führte dazu, dass mehrere Hedgefonds und andere institutionelle Anleger in erhebliche finanzielle Schwierigkeiten gerieten, während viele Kleinanleger (und andere institutionelle Anleger) erhebliche Gewinne verzeichneten. Am 27. Januar war Gills ursprüngliche Investition laut Screenshots, die er auf Reddit postete, fast 48 Millionen Dollar wert. Der Wert der Aktie schwankte weiterhin wild; er verlor 15 Millionen $ an einem Tag. Als die Märkte am 29. Januar schlossen, bestätigte das Wall Street Journal den Wert seiner Broker-Depots von 33 Millionen US-Dollar. In einem Interview mit dem Wall Street Journal sagte Gill, er sei „kein Hetzer, der es mit dem Establishment aufnehmen will, nur jemand, der glaubt, dass Investoren in ungeliebten Aktien einen Wert finden können“.
Nach einer zweiwöchigen Pause, in der er keine regelmäßigen Updates zu seiner Position veröffentlichte, postete Gill am 19. Februar 2021 einen weiteren Screenshot auf r/wallstreetbets, der zeigte, dass er die Anzahl der von ihm gehaltenen GameStop-Aktien verdoppelt hatte; er erhöhte die Summe auf 100.000.
Am 3. Juni 2024 postete Keith Gill auf r/Superstonk, dass seine Position nun 5 Millionen GameStop-Aktien betrug. Außerdem besaß er Call-Optionen im Wert von 65,7 Millionen US-Dollar. Dies stellte einen Zugewinn von fast 150 Millionen US-Dollar im Vergleich zum April 2021 dar. Insgesamt beläuft sich seine Position auf 211 Millionen US-Dollar. Gill löste seine Call-Optionen auf und kaufte stattdessen am 13. Juni 2024 9.001.000 GameStop-Aktien zum Preis von 23,41 US-Dollar pro Anteil. Diese Position macht Keith Gill zum 4. größten Anteilhalter der Firma GameStop mit 2,1 %.

## Regulatorische Probleme
Am 4. Februar 2021 wurde bekannt, dass William Galvin, der Massachusetts Secretary of the Commonwealth, an Gills früheren Arbeitgeber MassMutual geschrieben hat, um zu untersuchen, ob Gill oder das Unternehmen irgendwelche Regeln im Zusammenhang mit seinen Aktivitäten bei der Förderung der GameStop-Aktie gebrochen hat oder nicht. Eine Woche zuvor hatte Galvin eine 30-tägige Aussetzung des Handels mit GameStop-Wertpapieren gefordert.
Gill sagte am 18. Februar 2021 zusammen mit Vladimir Tenev, einem Mitbegründer von Robinhood, vor dem House Financial Services Committee aus: „Ich habe niemanden aufgefordert, die Aktie für meinen eigenen Profit zu kaufen oder zu verkaufen“, und „I like the stock“ (dt. „Ich mag die Aktie“).

## Rückkehr auf Soziale Medien
Gill verzeichnete am 13. Mai 2024 seine Rückkehr auf die Plattform X (Twitter), indem er zahlreiche memes teilte. Diese bestehen unter anderem aus kryptisch-angeordneten Filmszenen. Seine Aktivität führte zu einer Rally in Meme-Stocks, unter anderem: GameStop, AMC Theatres, BlackBerry und Faraday Future.